# Otisk prstu

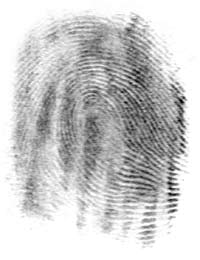
Otisk prstu na papíru

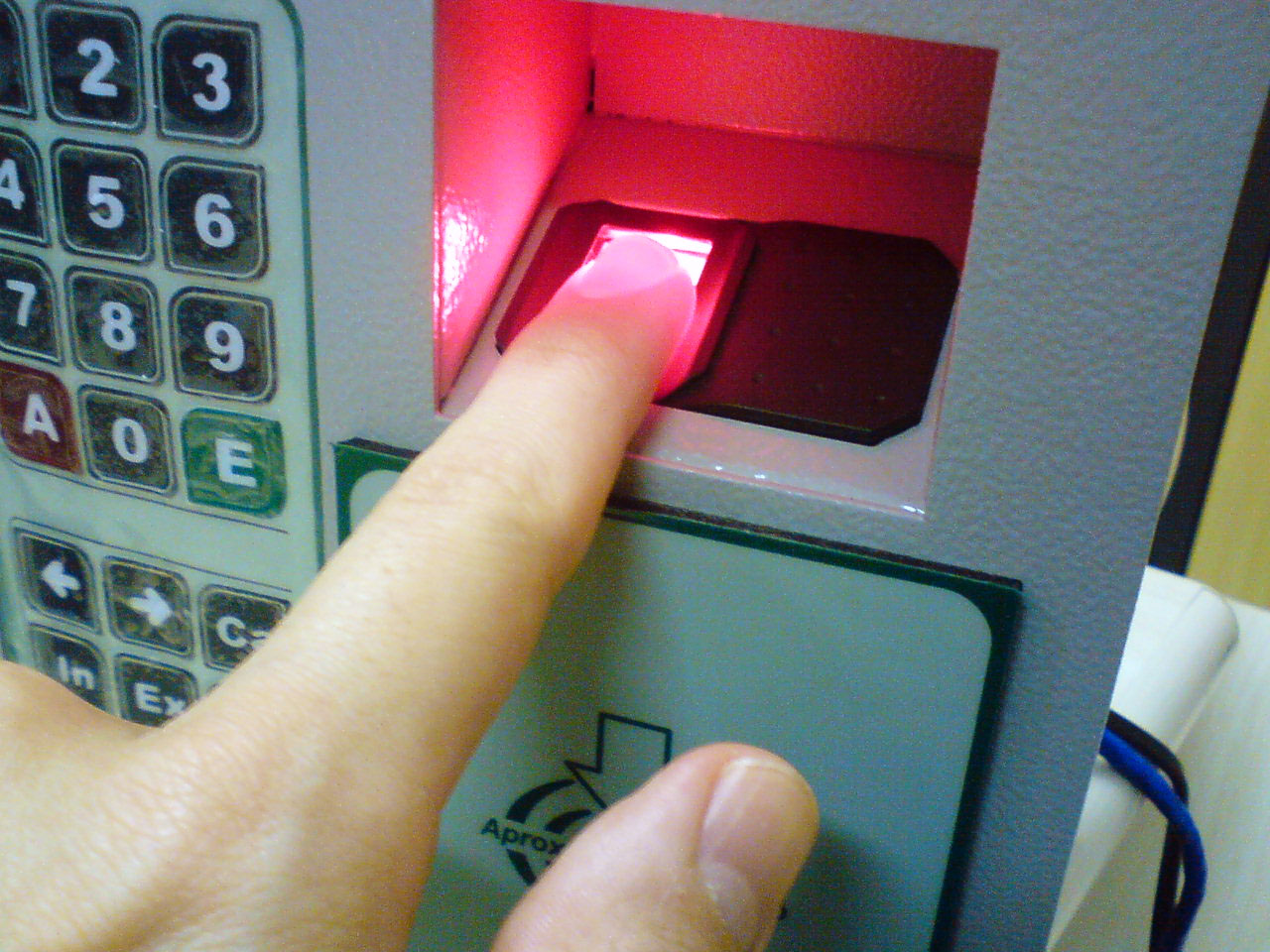
Skenování otisku prstu

Otisk prstu je stopa, kterou zanechávají papilární linie lidského prstu. Funkce těchto linií jsou spojené s hmatovými vlastnostmi končetin. Průběh linií je pro každého jedince charakteristický a do jisté míry dědičný. Zabývají se jimi vědní disciplíny daktyloskopie a biometrie. Záznamy otisku prstu obvykle obsahují otisky z podložky na posledním článku prstů a palců, i když karty otisku prstu také mohou zaznamenat části spodních kloubních oblastí prstů, dlaní a plosky nohou.

## Využití

### Kriminalistika
Otisk prstu slouží k identifikaci osoby. Nemusí však být vždy unikátní.
Sejmutí částečných otisků prstů na místě činu je důležitou metodou forenzní analýzy. Vlhkost a mastnota na prstu způsobují otisky prstů na površích, jako je sklo nebo kov. Záměrné otisky celých otisků prstů lze získat inkoustem nebo jinými látkami přenesenými z vrcholů drobných linií na bříšku prstů na hladký povrch.
Klasickou metodou při profesionálním zajišťování stop a důkazů je použití prášků jako je grafit/tuha, práškový hliník, jemný železný prach, oxid železitý. Zviditelněné stopy pak mohou být odebrány a zajištěny pomocí lepicí pásky, která se i se stopou přenese na bílý papír. Pomocí par jodu je možné odhalit otisky prstů například na papíru, pomocí vteřinového kyanoakrylátového lepidla na kovovém povrchu. Otisky prstů obsahují kromě vody a tuku také ionty, např. chloridové, které se vylučují kůží. Ty mohou být detekovány pomocí dusičnanu stříbrného.

### Odemknutí otiskem prstu
Pokud máte mobilní telefon vybavený snímačem otisků prstů, můžete své prsty používat k odemknutí telefonu, autorizaci nákupů a odemykání určitých aplikací. Otisky prstů využívají i další přístupové systémy pro vstup do budov, přístup k systémům, dokumentům, cennostem a podobně.
Nevýhodou tohoto zabezpečení je, že člověk zanechává otisky prstů na veřejných místech a tak je lze zkopírovat. Lze je získat (na dálku a bez souhlasu) i z fotografií.

## Biometrické snímače
Byly vyvinuty optoelektronické, kapacitní, teplotní, elektroluminiscenční, radiofrekvenční a multispektrální snímače otisků prstů. Každá technologie má své výhody a nevýhody, které se týkají rozměrů, přesnosti, ceny a způsobu využití.
Optoelektronický snímač je založený na rozdílném odrazu viditelného světla. Pod vrstvou, kam se přikládá prst (dotykový povrch), je vrstva fosforu, která osvětluje celou plochu prstu. Odražené světlo od povrchu prstu prochází luminoforní vrstvou k maticovému detektoru, kde se vytvoří obraz otisku. Z papilárních linií se světlo odráží, z rýhy (prohlubně mezi liniemi) nikoliv.
Kapacitní biometrické snímače využívají rozdílu kapacity mezi snímačem a povrchem prstu (vyvýšeniny a prohlubně). Snímač představuje jednu desku kapacitoru a druhou desku interpretují jednotlivá místa na prstu. Otisk se tak z pixelů získává přímo v digitální formě. Nevýhodou kapacitních snímačů je krátká doba životnosti vlivem statické elektřiny.
Teplotní snímače obsahují malý citlivý čip zvaný pyrodetektor. Ten snímá rozdíl teplot mezi jednotlivými papilárními liniemi a prostoru mezi nimi (výstupky). Nevýhodou teplotních snímačů je nízká kvalita a problém s algoritmy pro zpracování markantů (speciální útvary na otisku prstu).
Elektroluminiscenční biometrické snímače jsou založeny na využití speciální vrstvy, která reaguje na tlak způsobený luminiscenčním efektem. Výhodou jsou miniaturní rozměry a velmi dobrý poměr poskytovaného rozlišení k prodejní ceně. Snímače jsou málo odolné proti znečištění a mechanickému poškození.
Radiofrekvenční biometrické snímače využívají zvlnění pole generátoru střídavého signálu, které je způsobené přiloženým prstem. Na senzory tak dopadá signál s rozdílnou velikostí. Výběžky mají větší a tzv. údolí nižší amplitudu signálu. Kapacitní senzory tak měří rozdílnou permitivitu mezi výběžky a údolími. Uvádí se, že technologie je dobře odolná vůči nečistotám.
Multispektrální zobrazovací technologie je schopna snímat a zpracovat vlastnosti prstu i pod povrchem kůže. Může proto spolehlivě fungovat za extrémních podmínek okolního prostředí.